# José María García Lafuente
José María García Lafuente, meglio noto come José Mari, (Lardero, 10 febbraio 1971), è un ex calciatore spagnolo, di ruolo centrocampista.

## Carriera

### Club
Cresce nelle giovanili della Osasuna, squadra con la quale debutta con la squadra riserve nella stagione 1990-1991. Lo stesso anno viene "promosso" alla prima squadra con cui debutta nella Primera División. Per cinque stagioni veste la maglia della società di Pamplona collezionando 80 presenze.
Durante la stagione 1994-1995 viene acquistato dal Barcelona FC, con cui disputa la seconda parte del campionato, per un totale di 12 partite. In estate passa al Betis, restandovi per un campionato.
Nel 1996 passa all'Athletic Bilbao, con cui milita quattro anni, ottenendo un secondo posto in campionato.
Nel 2000 viene ceduto al Leganés, passando poi al Burgos ed infine al Reus, dove conclude la carriera nel 2003.